# 杜君绰
杜君绰(601年—662年12月11日)， 唐初功臣之一，玄武门之变参与者。参加过征讨高句丽之战。

## 生平
杜君绰祖父杜谧，是北齐时期的秀才，后被任命为中山郡功曹、县令。父亲在唐朝时因杜君绰的战功被追赠为汝州刺史。
杜君绰在义宁初时，投身义军。后归附唐朝，跟随秦王李世民征讨各地军阀，参加过讨伐刘武周、宋金刚等各种战争。
武德九年六月初四，李世民率尉迟敬德、侯君集、张公谨、刘师立、公孙武达、独孤彦云、杜君绰、郑仁泰、李孟尝等九将伏兵于玄武门(长安太极宫北面正门)内，杀死太子李建成、齐王李元吉，夺得帝位。以功被封为开国县侯，实食绵州食邑四百户。
李世民即位后杜君绰晋升为怀宁县开国公，食邑一千户。任忠武将军，行左监门中郎将，加护军。担任玄武北门、翠微宫、玉华宫等宫殿的守将，贞观二十三年(649年) ，正除右领军将军，加上护军。
永徽初年(650年) ，兼任检校左武卫将军，又检校右武侯大将军，兼知右厢诸门兵马队使。不久调往东都洛阳任留守，改左领军将军，加上柱国。高宗巡视洛阳时，曾赏赐黄金一百两，绢一百五十匹。并跟随御驾前往许州，敕封检校左卫将军。回京后又检校右卫将军(正职是左领军将军，其他将军职务是临时代理)，不久又兼任太子左卫率一职。
龙朔元年(661年) ，任雅相为浿江道行军总管，契苾何力为辽东道行军总管，苏定方为平壤道行军总管，萧嗣业为扶余道行军总管，右骁卫将军程名振为镂方道行军总管，左骁卫将军庞孝泰为沃沮道行军总管，率诸蕃三十五军再次进讨高句丽，杜君绰任辽东道经略大使，经略高句丽诸地。唐军击败泉男生所率的高句丽军，斩首三万级后班师回国。杜君绰以功拜左领军大将军。
龙朔二年(662年) ，杜君绰册拜左戎卫大将军，兼太子左典戎卫率。十月二十五日(662年12月11日)上朝时，死于禁庑之中。高宗下诏追赠为使持节都督荆、硖、岳、朗四州诸军事，荆州刺史，谥曰襄公，陪葬于昭陵。嗣子王府参军、上柱国杜延基。

## 杜君绰碑
杜君绰碑，原存于陕西醴泉县烟霞乡大冢渠村内东南角杜君绰墓前，1975年移入昭陵博物馆。碑立于唐高宗麟德元年正月二十日（664年3月1日）。碑身首高3.52米，下宽1.23米，厚30厘米。碑额篆书，题“大唐故左戎卫大将军兼太子左典戎卫率赠荆州都督上柱国怀宁县开国襄公杜君碑”三十五字。李俨撰文，高正臣正书。万宝哲刻字，共39行，满行76字。碑上部分字多磨灭，下部较好。

大唐故左戎卫大将军兼太子左典戎卫率赠荆州都督上柱国怀宁县开国襄公杜公碑

（缺）台司元大夫陇西李俨字仲思撰

　　（上阙二十九字）张膺〇帝之〇〇〇锡命〇〇〇〇〇之重〇〇〇〇〇〇〇〇英〇，〇〇〇〇〇绩宣于草昧，执玉衔珠之宠茂于（缺）而〇德秉〇徽猷〇〇〇〇〇〇洩垂芳衮。侍中〇〇，〇〇〇金之〇；尚书〇〇，〇炜当涂之史。〇〇峻代，可略言焉。曾祖（缺二十七字）〇削墨以飞华，〇弦歌而阐化。祖谧，北齐举秀才，授中山郡功曹，迁〇郡〇〇县令，总理璧而扬〇，包水镜以凝情，效五美于亨（阙）皇朝赠使持节汝州诸军事、汝州刺史。纳灵秀起，含章骏发。砥〇游艺，隐括循道。生前之德既远，身后之荣弥峻。公蓄（阙）之怀，昭乎弁岁。〇忠信之甲胄，拔儒墨之城池。〇让惟於仁〇，〇谈〇于义室。虽拾紫紆青，一经之业可尚，而图功立事，六（阙十九字）逸气风高，〇情电激。翘关折键之材，喻群拔侣；落雁吟猿之技；概俗标时。属夫旬〇〇〇，〇〇〇〇。〇〇区宇，〇〇黎元。吸霜衣雾，构怨具祸。郊原于（阙十八字）〇〇而〇高，卷迹〇朝；仗剑而归汉，输诚隩主。义宁之始，于东都投义（阙二十八字）忠勤于凤邸。於时国步维艰，方隅未一。（阙二十四字）刘武周于马邑，摧宋金刚于夏县，虽运天舞地，纵以神〇，而执讯〇〇，资乎〇〇。公〇〇〇〇，〇著劳绩，既竭忠勤，弥荷恩顾。寻奉（阙二十七字）御辇，矢及宸闱，太宗（阙二十字）寔〇〇〇〇〇人（阙二十五字）北门长上，寻封〇城县开国侯，食邑四百乎户，真食绵州（阙十七字）之任，〇〇五等之〇。〇〇〇〇通前〇〇户，〇〇怀宁县公，食邑一千户，〇〇〇〇，〇茅锡宇，开国传家，〇〇〇〇归其〇〇〇留斯极〇〇〇〇〇〇〇〇〇之〇册，俾俟之盛（阙八字）年，授忠武将军，行左监门中郎将，加护军。背卫绾忠醇，践中郎之职；韩〇聪达，居护军之位。在于汉魏，是谓得人。以公方之，彼未为重。明年，太宗〇暑，离（阙八字）忠款，并诏於玄武北门留守，赐綵一百段，洎銮舆旋阙，赍物如前。迨乎从幸灵武，又赐马两匹，杂綵五十段，寻拜兼领军将军，〇〇翠微、玉华等宫，有并诏公留守。宫阙之重，帑藏之寄，亟承天盼，弥效忠肃。廿三年，正除右领军将军，加上护军，检校左武候将军，提屯营兵，知〇〇〇。屯羽林於中垒，严肃可〇；拥缇骑以长术，奸凶自屏。岂止运以明谟、笃以夤慎、称乎损益、统彼兵权而已哉！永徽之初，兼检校左武卫将军，又检校右武候大将军，兼知右厢诸门兵马队使。许仲康之忠勇，乃隮其位；曹昭叔之〇妙，〇莅其职。至乎恩礼绸缪，任〇〇〇〇〇于我，彼亦多愧。河巩之地，是曰旧京，近控三州，遥分九谷。测圭定鼎，宅中观隩。华阙〇云，雕宫纳景，眷言监守，式俟朝贤。其年，奉敕驰驿，往东都留守，改授左领军将军。励以公方，尽其〇〇。掖地增峻，都城载谧，加上柱国。及天跸东巡，以公留守称旨，赐黄金一百两、绢一百五十匹。从幸许州，奉敕检校左卫将军。洎旋京室，又检校右卫将军。御卫之重，心膂攸讬，宠授频加，人多〇〇。顷之，兼领太子左卫率。诏曰：“左领军将军、怀宁县开国公杜君绰，志性沉果，识怀淳悫。时逢帝构，宣力於霸朝；运偶〇平，效官於陛戟。储宫禁卫，劳旧斯佇。宜令参典，以申幹用。”寻又检校右武卫将军。飞华紫禁，奉〇戟於兰锜；腾芬青陆，警周庐於桂宫。兼综斯美，忠勤允著。顷之，奉使於鄜州道简点。明年，又为辽东道经略大使，赐物一百五十段、金带一条，骏马以匹。弭节驰原，扬鑣式路。〇奇兵于近甸，六戎之〇克宣；申秘算于遐川，三韩之酋载惕。朝嘉其美，锡以崇章，拜左领军大将军。宠茂登坛，荣高坐树，董司戎政。爰戒不虞。同羊祜之周密，类陶回之方范。其年，车驾〇〇，〇〇〇〇，命公于宫城留守。〇驾还京，龙朔二年，册拜左戎卫大将军兼太子左典戎卫率。册曰：「夫五臣斯重，允切於惟旧；三宫以穆，必佇时于时英。咨尔逸气昭果，英姿沉毅，功宣〇〇，〇〇〇〇〇经纶〇表书，〇〇声于捍御。洎乎玉銮西警，光膺卜洛之寄；羽旆东临，克隆翦华之守。绸缪心膂，款怀弥亮。〇〇钩陈，佥望攸属。往钦〇尔，其〇徽前烈，允终图始。」方谓麦邱贻祉，槐路腾〇。参月〇於胶庠，奉天游于〇弈。岂意逝川难反，遽叹涉洹之祓；藏山不留，俄深游岱之恨。春秋六十有二。以龙朔二年十月廿五日日朝薨於禁庑。天子震悼，废朝二日。乃下诏曰：“书绶追荣，〇扬於遐册；朱棺褥礼，事郁於遥图。故左戎卫大将军兼太子左典戎卫率杜君绰，器用〇〇，体局淹邃，兴王在运，诚尽霸图。〇照登宸，功宣代邸。当五营之剧务，总七萃之机谋，时历二朝，年将四纪，永言勋旧，情义兼常。少选即降，俄从怛化。〇〇惊悼，〇〇〇怀。宜茂徽章，式旌忠烈。可赠使持节都督荆硖岳朗四州诸军事、荆州刺史，馀如故。仍赠绢帛四百段，米粟四百石，陪葬於昭陵，赐东园秘器。凶事葬事所须，并令官给。鼓吹仪仗，送至墓所往还。仍令司库大夫源翁归监护。”皇〇〇〇〇〇〇〇郎贾敦实吊问，并赐物一百匹。粤以三年岁次癸亥二月乙酉朔十八日壬寅，迁窆於陵东南一十里。奉常考，谥曰「襄公」，礼也。惟公〇〇〇〇，〇〇〇〇。运璇质而岩峙，总环〇〇〇〇。〇德〇名，政言缉行。幼怀壮节，倜傥不群。智烛机初，神深虑表。在物奚忤，赴烈火而犹安；〇〇〇〇，坠曾台而靡〇。〇其趫勇雄毅，绝众〇伦。斩周处之蛟，格〇虞之兽。金匮玉韬之术，得自〇〇；〇〇三〇之〇，〇于杼柚。〇〇〇〇，从云骧首。爰属隆平，培风竦翰。袭英缇於俊路，扬茂轨於清朝。鸾阙增岩，龙扃〇秘。〇私於已，公平之道克彰；不谋其欲，忠亮之规弥远。虽徂龄弗驻，九原之〇〇〇；〇〇〇〇〇，千载之声逾穆。嗣子〇王府〇曹参军、上柱国延基等，并光凌谢玉，彩润韦珠。充穷之酷既深，苫葈之容弥切。泣清仪之永翳，惧徽烈之将泯。载刊琰琬，式树昭亭，与山川而并（下阙）

（阙三十二字）

须昌矫矫，风标清令。中山愔愔，攸资〇正。於铄显考，立德无競。〇〇可称，追崇景命。

伟哉上哲，茂质蒸英。迎善若流，（阙二十八字）

〇〇骏节，气总奇雄。依仁践孝，服义基忠。辑颜允德，〇〇循躬。往属道〇，韬〇戢翼。

今逢运始，攀云骋力。影照〇钩，光浮越棘。（阙二十八字）

恩迴天顾，寄重神京。肃肃勤款，昭昭迺诚。万化无期，九泉俄閟。

吊鹤先下，逆鸡〇萃。垄阔云愁，山空月思。书芳篆石，此词（下阙）

麟德元年岁次甲子春正月己酉朔二十日景子建

殷王府〇〇〇〇〇〇弘文馆高正臣书

万宝哲刻字